# Wilhelm Keitel
Wilhelm Bodewin Gustav Keitel (22 tháng 9 1882 – 16 tháng 10 1946) là thống chế, chỉ huy trưởng Bộ tư lệnh tối cao (OKW) của quân đội Đức Quốc xã và bộ trưởng bộ chiến tranh của Đức. Ông là sĩ quan cao cấp bậc nhất của quân đội Đức Quốc xã trong Thế chiến thứ hai. Sau khi Đức bại trận, Keitel bị đưa ra tòa án quân sự tại Nuremberg, bị kết án tội phạm chiến tranh và xử tử bằng cách treo cổ.

## Trước OKW
Keitel sinh tại Helmscherode (nay là Bad Gandersheim, Brunswick) thuộc Đế quốc Đức, là con địa chủ trung lưu Carl Keitel và bà Apollonia Vissering. Sau khi học xong phổ thông, Keitel gia nhập quân đội năm 1901, làm sĩ quan trừ bị Fahnenjunker trung đoàn 6 Pháo binh Lower-Saxon. Năm 1909 ông cưới vợ là bà Lisa Fontaine, con của một gia đình địa chủ giàu có và có sáu người con. Con cả là Karl-Heinz Keitel cũng theo bước cha mình gia nhập quân đội Đức trong lực lượng Waffen-SS.
Trong Thế chiến I, Keitel theo trung đoàn pháo binh sang Mặt trận phía Tây. Trong trận đánh tại Flanders vào tháng 9 năm 1914 ông bị trúng miểng trọng thương tay phải. Khi hồi phục, Keitel được về phục vụ văn phòng tham mưu từ đầu năm 1915. Sau cuộc chiến ông tiếp tục làm việc văn phòng quân đội Đức (lúc bấy giờ gọi là Reichswehr), tham gia thiết lập các đội dân quân Freikorps tại biên giới Ba Lan. Sau đó Keitel giảng dạy tại trường Kỵ binh Hanover.
Cuối năm 1924 Keitel được thuyên chuyển về Bộ Quốc phòng (Reichswehrministerium), trực thuộc Phòng Quân đội Truppenamt - trên thực tế đây chính là Bộ Tổng tham mưu Quân lực Đức ngầm thành lập trong khi Đức đang bị hiệp định Versailles cấm tổ chức quân đội. Keitel sau đó được thăng chức lãnh đạo văn phòng, và tiếp tục giữ chức này khi Đảng Quốc xã Đức giành thế lực chính quyền năm 1933. Năm 1935, Keitel được thăng chức trung tướng và cử làm chỉ huy lực lượng vũ trang Đức Quốc xã, kiểm soát cả ba thành phần quân đội, lục quân, hải quân và không quân.

## OKW và Thế chiến II

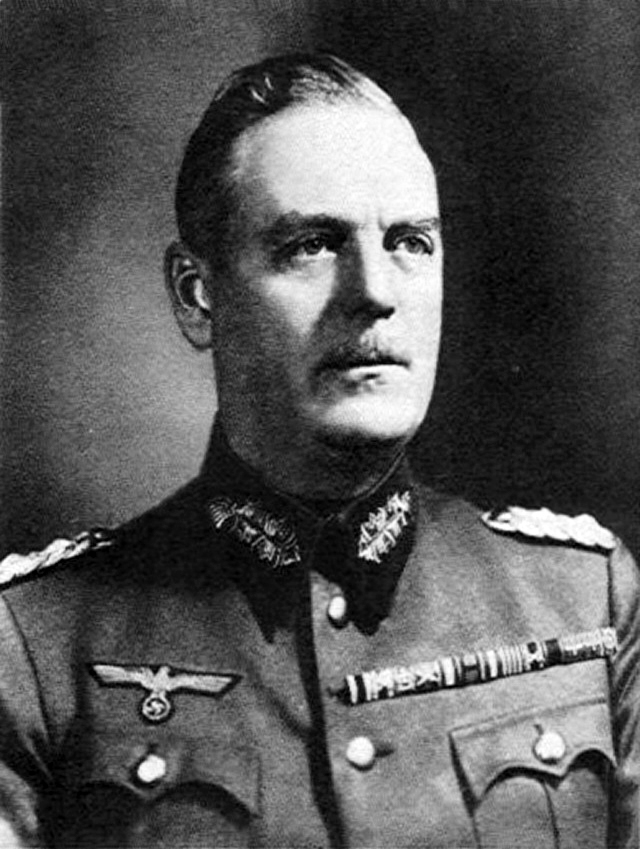
Keitel

Năm 1937 Keitel lên chức đại tướng. Năm sau, khi Oberkommando der Wehrmacht (OKW) thành lập, ông được cử làm tổng chỉ huy và đương nhiên trở thành bộ trưởng bộ chiến tranh. Keitel nhân dịp này nói với Hitler cho bạn thân của mình là Walter von Brauchitsch vào chức tham mưu trưởng quân đội Đức.
Trong Thế chiến thứ hai, Keitel là một trong những kế hoạch gia của quân Đức Quốc xã, phân phối lực lượng cho cả hai mặt trận tây và đông Âu. Ông khuyên Hitler dừng xâm lăng Pháp và cả đánh Liên Xô. Nhưng khi Hitler không nghe, Keitel nhũn bước ngay, và còn lẫy đòi từ chức nhưng Hitler cũng không chấp thuận.
Năm 1940 sau cuộc tấn công Pháp thành công, Keitel được thăng chức thống chế. Tuy là sĩ quan văn phòng không bao giờ ra chiến trường, Keitel vẫn được trao tặng huy chương Thập tự sắt cho "chiến công" hòa giải với chính phủ Vichy.
Keitel hay nịnh bợ chủ mình và thường bị sĩ quan đồng liêu Đức gọi là "con lừa hay gật đầu", và "thằng hầu nhỏ" của Hitler (tiếng Đức "Lakaitel" là một lối chơi chữ lấy tên của Keitel nói nhại đi). Năm 1942 Keitel phản đối khi Hitler đòi đuổi Wilhelm List khi ông này bị quân Liên Xô cầm chân tại trận Caucasus. Hitler không nghe, vẫn tống cổ List. Từ đó trở đi, Keitel không bao giờ dám cãi lại lệnh của Hitler nữa.
Điều rõ ràng nhất là Keitel hỗ trợ Heinrich Himmler trong kế hoạch khủng bố kỳ thị chủng tộc trong các vùng Đức đang kiểm soát trong lãnh thổ Liên Xô. Keitel ký nhiều giấy hành luật đi ngược lại luật chiến tranh quốc tế. Thí dụ cụ thể: Lệnh Commissar cho phép quân Đức xử tử bất cứ chính trị viên Liên Xô nào bị bắt; Điều lệnh Đêm Mù cho phép thủ tiêu kháng chiến quân và tù binh trong khu vực Đức đang chiếm đóng. Ngoài ra Keitel còn ký lệnh cho phép xử bắn (thay vì bắt làm tù binh) những phi công Pháp thuộc phi đội Normandie-Niemen bị bắt trong chiến tranh Xô-Đức.
Năm 1943 Hitler đặt kế hoạch chiến dịch Citadel thì Keitel hùa theo trong khi những tướng chỉ huy khác phản đối.
Sau vụ bỏ bom ngày 20 tháng 7 Keitel làm chánh án toàn án quân sự xét xử các sĩ quan bị tình nghi có dính líu đến tổ chức chống Hitler, trong đó có thống chế Erwin von Witzleben.
Tháng 4 - 5 năm 1945 Keitel kêu gọi quân Đức phản công chống lại quân Đồng Minh tiến vào Berlin nhưng quân Đức chẳng còn đủ lực lượng. Sau khi Hitler tự tử, Keitel tiếp tục làm việc cho chính phủ Đức dưới quyền tân tổng thống là đại đô đốc Karl Dönitz.
Ngày 8 tháng 5 năm 1945, Dönitz cử Keitel đến ký giấy đầu hàng vô điều kiện với quân Liên Xô tại Berlin. Mặc dù Đức đã ký giấy đầu hàng ngày hôm trước với quân Hoa Kỳ, Stalin bắt buộc chính phủ Berlin phải long trọng ký thêm một tờ nữa với Liên Xô.

## Đảng Quốc Xã

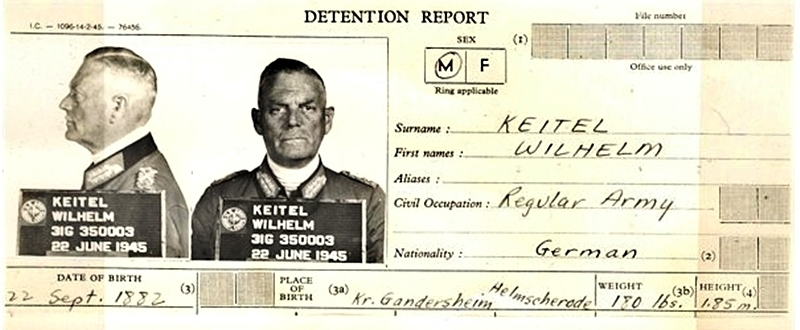
Thẻ tù nhân của Keitel

Là sĩ quan quân đội, Keitel không được gia nhập Đảng Quốc xã Đức (Nazi). Nhưng khi quân Đức đạt nhiều thành quả tốt tại mặt trận Liên Xô, Hitler cho Keitel làm "thành viên danh dự" của Đảng này. Từ năm 1944, thay đổi pháp luật cho phép và kêu gọi sĩ quan gia nhập Đảng Nazi, vì Hitler muốn liên hệ thành công quân sự với thế lực chính trị. Keitel trong lời biện hộ tại toà án Nuremberg nói rằng ông chỉ gia nhập theo hình thức chứ thực sự không có giấy Đảng viên. Ngoài Keitel chỉ có một sĩ quan khác là có giấy đảng viên danh dự.
Trước khi bị tử hình, Keitel phát hành hồi ký Mein Leben: Pflichterfüllung bis zum Untergang: Hitlers Feldmarschall und Chef des Oberkommandos der Wehrmacht in Selbstzeugnissen và một cuốn sách mang tựa đề Những thắc mắc về trận Ardennes.

## Tử hình
Bốn ngày sau khi Đức đầu hàng, Keitel và tập đoàn chính phủ Flensburg bị bắt. Tại phiên tòa xét xử tội phạm chiến tranh, Keitel bị kết các tội:
- Âm mưu phá hoại hòa bình
- Đặt kế hoạch khởi động chiến tranh tàn bạo
- Tội ác chiến tranh
- Tội phạm với loài người

Keitel thú nhận là ông biết nhiều quân lệnh của Hitler là sai trái, như lệnh Đêm Mù là một thứ lệnh "xấu xa nhất" - nhưng ông biện hộ là ông chỉ tuân theo và hành động theo lệnh của cấp trên (Führerprinzip). Tòa án không chấp nhận và kết án Keitel và phạt tử hình. Keitel xin được xử bắn (hình phạt quân sự) nhưng Đồng Minh không thuận, xử tử ông bằng treo cổ (hình phạt tội phạm).
Keitel's tuyên bố cuối cùng trước khi bị hành quyết:
| “ | Ich rufe den Allmächtigen an, er möge sich des deutschen Volkes erbarmen. Über zwei Millionen deutsche Soldaten sind vor mir für ihr Vaterland in den Tod gegangen. Ich folge meinen Söhnen nach. Alles für Deutschland!", | ” |

tạm dịch:
| “ | Xin Chúa toàn năng hãy thứ tha cho dân tộc Đức. Hơn hai triệu binh sĩ Đức đã đi trước tôi, bỏ mình vì tổ quốc. Giờ tôi đi theo những người con trai của tôi – tất cả vì Đức quốc! | ” |

## Wilhelm Keitel trong văn hóa đại chúng
Wilhelm Keitel đã xuất hiện trong nhiều bộ phim, kịch và do nhiều diễn viên khác nhau thủ vai.
- Leopold Hainisch thủ vai trong bộ phim Tây Đức năm 1955 Der Letzte Akt[3]
- Tadeusz Białoszczyński thủ vai trong bộ phim Ba Lan năm 1971 Epilogue at Nurnberg
- Raymond Adamson thủ vai trong loạt phim truyền hình Anh năm 1973 The Death of Adolf Hitler[4]
- John Malcolm thủ vai trong loạt phim Hoa Kỳ năm 1988 War and Remembrance
- Kenneth Colley thủ vai trong loạt phim truyền hình Hoa Kỳ năm 1990 The Plot to Kill Hitler
- Frank Fontaine thủ vai trong phim truyền hình Canada và Hoa Kỳ năm 2000 Nuremberg.
- Dieter Mann thủ vai trong bộ phim Đức năm 2004 Der Untergang[5]
- Miroslav Kosev thủ vai trong vở kịch Anh năm 2006 Nuremberg: Nazis on Trial
- Kenneth Cranham thủ vai trong bộ phim Hoa Kỳ năm 2008 Valkyrie

## Các tác phẩm viết về cuộc đời Wilhelm Keitel
- BARBAROSSA. Viết bởi Alan Clark. Perennial, 2002. ISBN 0-688-04268-6
- Hitler and Russia. Viết bởi Trumbull Higgins. The Macmillan Company, 1966.
- Knopp, Guido (2000). Hitlers Krieger. Goldmann Verlag. ISBN 3-442-15045-0.
- The World War II. Desk Reference. Giám đốc Trung tâm Eisenhower, Douglas Brinkley. Biên tập: Mickael E. Haskey. Grand Central Press, 2004.
- The story of World War II. Viết bởi Donald L. Miller. Simon & Schuster, 2006. ISBN 10: 0-74322718-2.
- Scorched Earth. Viết bởi Paul Carell. Schiffer Military History, 1994. ISBN 0-88740-598-3